# バンドマスター
バンドマスター（英語: bandmaster）は、音楽におけるバンド（楽団）の中で主導的立場を執る人物のことである。「バンマス」と略される。

## 解説
文字通り楽団（バンド）を代表する人物（マスター）であるが、バンドの構成・形態によって指揮者を指すこともあれば、バンドの（運営面における）経営者を指すこともある。いわゆるコンサートマスターを指すことも少なくないが、演奏を統括する人物と演奏以外の実務を統括する人物が同一人物であるとは限らず、コンサートマスターとバンドマスターが別の存在であることもある。
英称における "bandmaster" は軍楽隊、マーチングバンドで多く用いられる呼称（日本語で言う「楽隊長」）で、ジャズやポップスなどのバンドを率いる人物は「バンドリーダー」(bandleader) と称されることが多い（日本語での「バンドマスター」はむしろこちらの意味に近いともいえる）。